# Національний музей-заповідник М. В. Гоголя
Національний музей-заповідник Миколи Васильовича Гоголя — частина туристично-рекреаційного кластеру «Гоголівські  на Полтавщині» та входить до Всеукраїнського туристичного маршруту «Гоголівські місця на Україні».
Національний музей-заповідник є лауреатом «Премія здобувши  імені Миколи Гоголя в Італії».  Премія присуджена музею за вірне зберігання протягом 30 років родової садиби великого письменника, за палке служіння його пам'яті та просвітницьку роботу по популяризації його безсмертних творів.
Музей розташований за адресою: Україна, 38040, Полтавська область, Миргородський район, с. Гоголеве, 050 69 70 178
Режим роботи: 8.30-17.30. Вихідний — понеділок. Неділя - 8.30 - 16.30.
Квитки: дитячий — 25 грн., для дорослих— 50 грн.
Вартість екскурсійного обслуговування: 
- оглядова екскурсія для групи до 15 осіб включно - 150 грн.,
- екскурсія із елементами театралізації «В гостях у Гоголя»   для групи до 15 осіб включно  - 600 грн.,
- вечірня екскурсія  "Чи знаєте ви українську ніч?"  для групи до 15 осіб включно - 7500 грн.
День відкритих дверей: 18 травня (Міжнародний день музеїв), .

## Про музей
Національний музей-заповідник М. В. Гоголя є одним з найбільш туристично привабливих місць України.
В одному із сіл на Полтавщині серед неповторної української природи, стоїть одноповерховий будинок з чотирма дерев'яними колонами, поруч із ним — невеликий флігель. Тут, у колишній Василівці (нині с. Гоголеве), жив Микола Васильович Гоголь. У цьому мальовничому куточку пройшли його дитячі та юнацькі роки. Тут він відкрив світ, сповнений зворушливих, сумних і веселих легенд, поетичної фантазії.
Зараз це національний музей-заповідник М. В. Гоголя, що є перлиною туристично-рекреаційного кластеру «Гоголівські місця на Полтавщині». Родова садиба Гоголів-Яновських, відтворена з пам'яті і любові народної, стала місцем, де «…відчувається Гоголь, як реальна земна людина».
Національний музей-заповідник М. В. Гоголя є перлиною туристично-рекреаційного кластеру «Гоголівські місця на Полтавщині». Гоголівський меморіал площею понад 30 га — це синтез біографічного, літературного й побутового музею, що є, безумовно, рідкісним явищем. Батьківський будинок, флігель, подвір'я і ставки, парк-сад з малими архітектурними формами зачаровують відвідувачів своєю неповторною красою, зберігають домашній затишок і дух гоголівської родини. Гоголівська садиба — це мальовничий куточок природи, сповнений таємниць, незвичайних пригод і яскравих вражень.
Потужний науково-культурний центр відомий далеко за межами України. Неодноразово нагороджувався почесними і пам'ятними відзнаками. У 2015 році музей отримав Міжнародну премію імені М. В. Гоголя в Італії за віддане служіння пам'яті письменника, за бережне відтворення і збереження його родової садиби.
У залах батьківського будинку та флігелі розміщена експозиція, яка дає уявлення про епоху, в якій жили Гоголі, розповідає про життя і творчість видатного письменника. Музей-заповідник являє собою комплекс архітектурних і ландшафтно-природних об'єктів, що дають уявлення про епоху, в якій жив письменник: батьківський будинок, флігель, парк-сад із малими архітектурними формами, ставки, могила батьків М. В. Гоголя.
Заповідник є пам'яткою архітектури національного значення і занесений до Державного реєстру нерухомих пам'яток України.
2009 рік був проголошений ЮНЕСКО роком Гоголя. До 200-ліття письменника у його садибі проведено масштабну реконструкцію.

## Фонди і експозиції музею
У музеї представлені:
- садово-парковий комплекс із гротом-«храмом самотності», альтанка «Мрія»
- меморіальні ставки XIX ст.
- будинок батьків письменника
- флігель із робочим кабінетом Миколи Гоголя
- особисті речі письменника

## Екскурсії
1. Екскурсія з елементами театралізації «В гостях у Гоголя»
2. Нічне театралізоване дійство «Чи знаєте ви українську ніч?»
3. Театралізоване дійство «Різдвяна мандрівка до Гоголя»
4. Екскурсія по внутрішній експозиції батьківського будинку
5. Екскурсія по зовнішній експозиції[4]

## Галерея

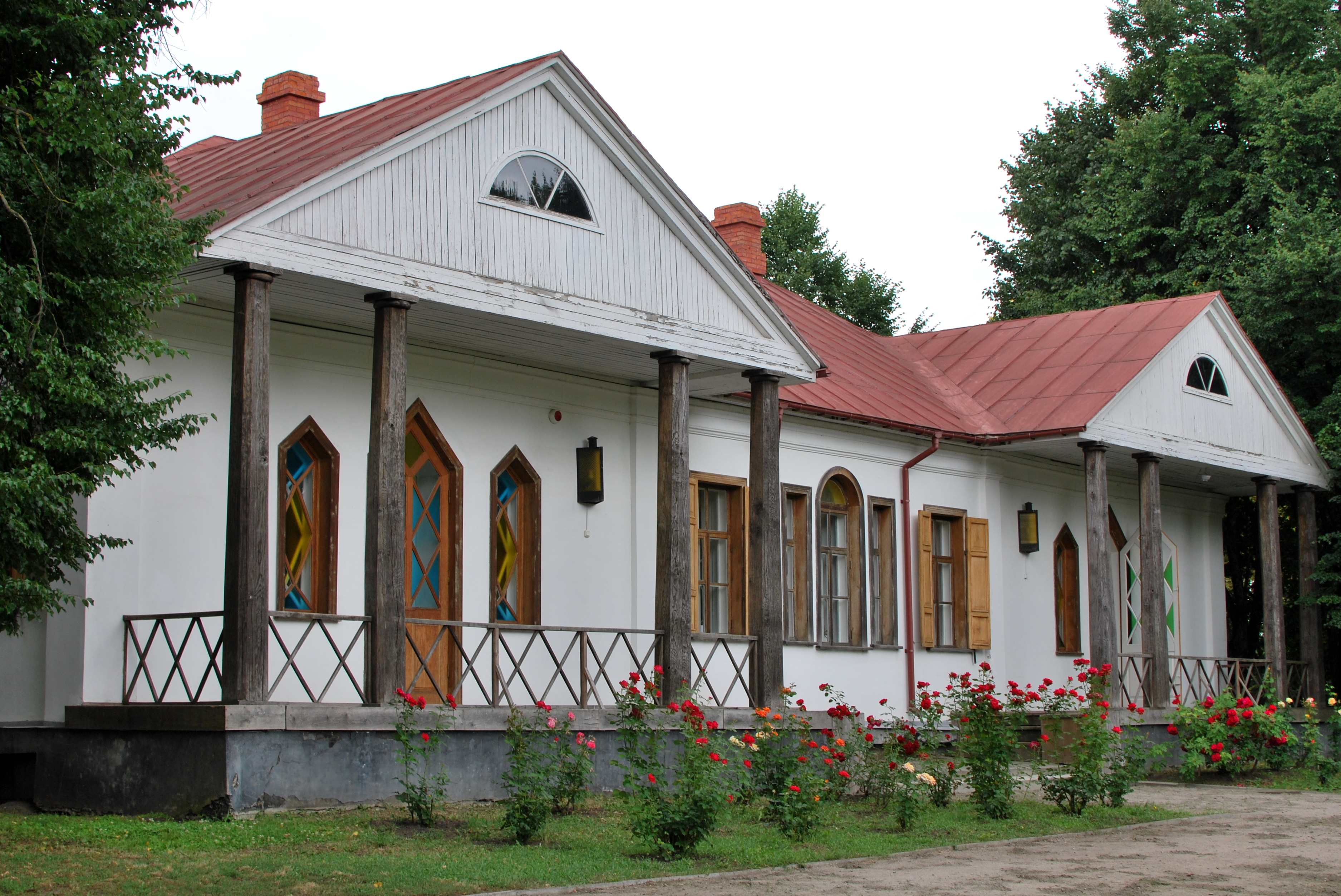
Будинок Гоголів
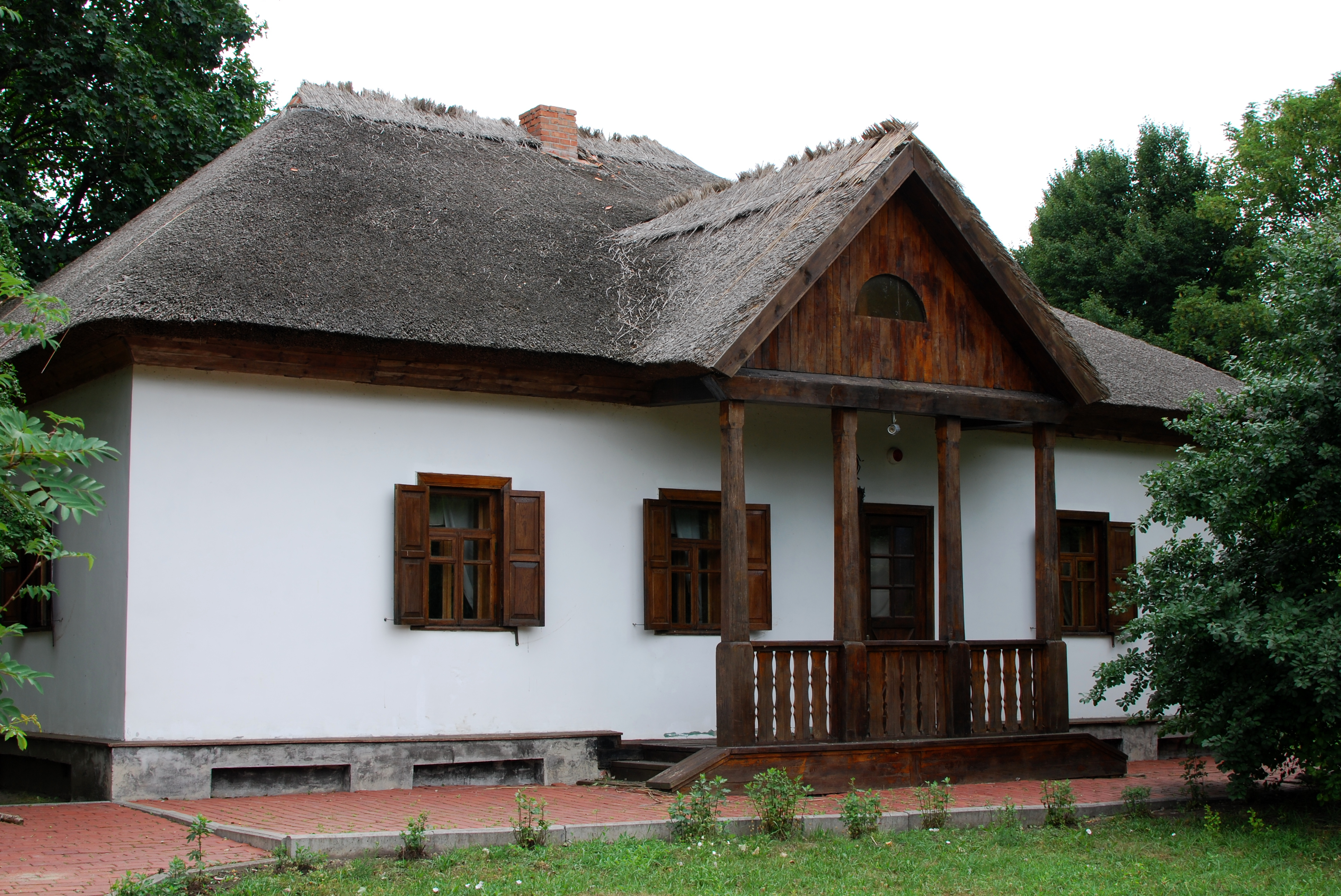
Флігель
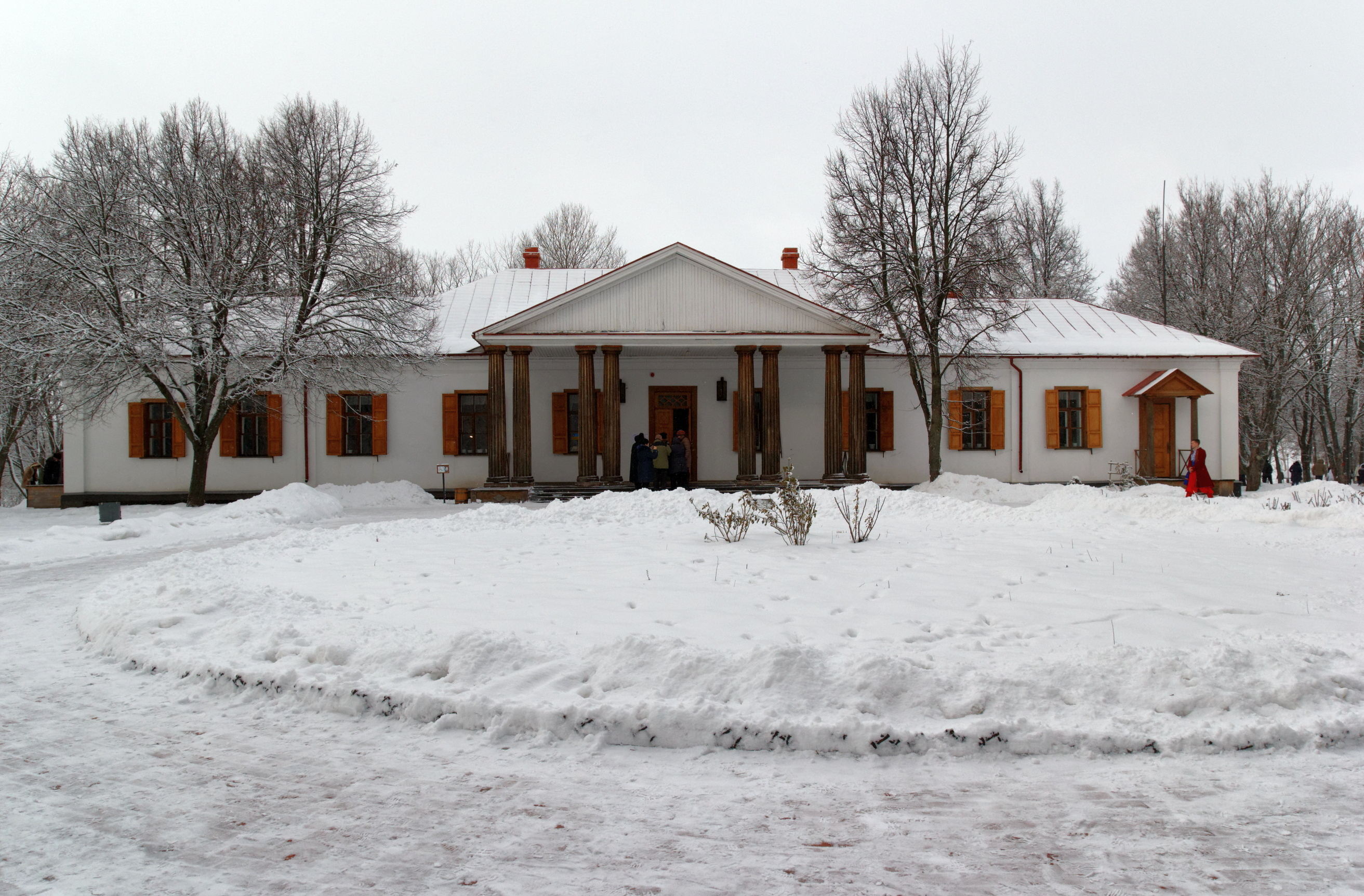
Садиба взимку